# Jason Gann
Jason Gann es un actor australiano y productor ejecutivo. Conocido por su papel como personaje principal en la serie de comedia australiana Wilfred, dirigida por Tony Rogers, y la nueva versión de EE. UU. del mismo nombre.

## Primeros años
Es hijo de un padre militar y de madre cantante de música country, Gann creció en Brisbane , Australia. A los 14 años, mientras asistía a una escuela para varones, Gann descubrió su amor por la comedia, cuando actuó como Suzanne, líder del grupo en una obra. Después de la escuela secundaria, se fue a estudiar actuación en la Universidad de Southern Queensland. Obtuvo una licenciatura en Actuación a la vez que asistía a clases en humanidades y de artes.

## "Wilfred" y la televisión australiana
En 2001, Gann escribió y produjo varios cortometrajes proyectados en festivales internacionales. En 2002 él coescribió y protagonizó el cortometraje "Wilfred", dirigida por Tony Rogers. Llegó por primera vez a la atención nacional cuando ganó como Mejor Actor y el corto ganó como Mejor Comedia y el premio Peoples 'Choice a Tropfest en 2002. "Wilfred" se encendió en la pantalla en festivales como el Festival de Cine de Sundance en 2003. 
En el año 2004, para la televisión australiana, Gann apareció en dos episodios de Blue Heelers y tuvo un cameo en Kath y Kim. En 2006, Gann escribió y actuó en 52 episodios de la comedia Australia, Network Ten. Gann creó, produjo, escribió y protagonizó la serie de comedia, la red spin-off de Mark Loves Sharon.
En 2007 y 2010, Gann fue nominado para un Premio AFI a la Mejor Interpretación Masculina en una Serie de Comedia. En 2007 ganó como la Mejor Serie de Comedia, por Wilfred, y en 2010 ganó como Mejor Guion en una Serie de Televisión. En 2011, Gann fue nominado para un Logie de Plata al Mejor Actor Más Destacado por su trabajo en Wilfred.

## Televisión de EE.UU.
En 2010, las películas Renegade, vendió la serie australiana  Wilfred a los EE. UU. a la red FX. Para volver a desarrollar el programa para un mercado estadounidense sin Tony Rogers, Gann se unió al proyecto con el  productor ejecutivo de Padre de familia, David Zuckerman. El actor Elijah Wood firmó un contrato para coprotagonizar con Gann la serie. La nueva serie se convirtió el la serie con mayor audiencia de comeDia de FX.

## Filmografía

### Películas
| Año  | Título                        | Rol                          | Notas    |
| ---- | ----------------------------- | ---------------------------- | -------- |
| 2003 | Ain't Got No Jazz             | intruso                      |          |
| 2003 | Gettin' Square                | Wood-Duck Frank              |          |
| 2004 | Thunderstruck                 | Robbo                        |          |
| 2005 | The Illustrated Family Doctor | Carl Lucas                   |          |
| 2006 | Kenny                         | amigo de la víctima de Buggy |          |
| 2007 | Rats and Cats                 |                              | Escritor |

### Televisión
| Año       | Título                            | Rol                | Notas                                    |
| --------- | --------------------------------- | ------------------ | ---------------------------------------- |
| 2006–2007 | The Wedge                         | Varios personajes  | Escritor                                 |
| 2007–2010 | Wilfred (serie de TV Australiana) | Wilfred            | Creador, escritor                        |
| 2008      | Mark Loves Sharon                 | Mark Wary          | Cocreador, escritor, productor ejecutivo |
| 2008      | Jason and the Residents           | Jason              |                                          |
| 2008      | Comedy Gold                       | El mismo           |                                          |
| 2008      | 9am with David & Kim              | El mismo/Mark Wary | 1 episodio                               |
| 2009      | The Squiz                         |                    | 2 episodios                              |
| 2011–2014 | Wilfred                           | Wilfred            | Creador, escritor                        |